# 그랜트 장군 국립기념관

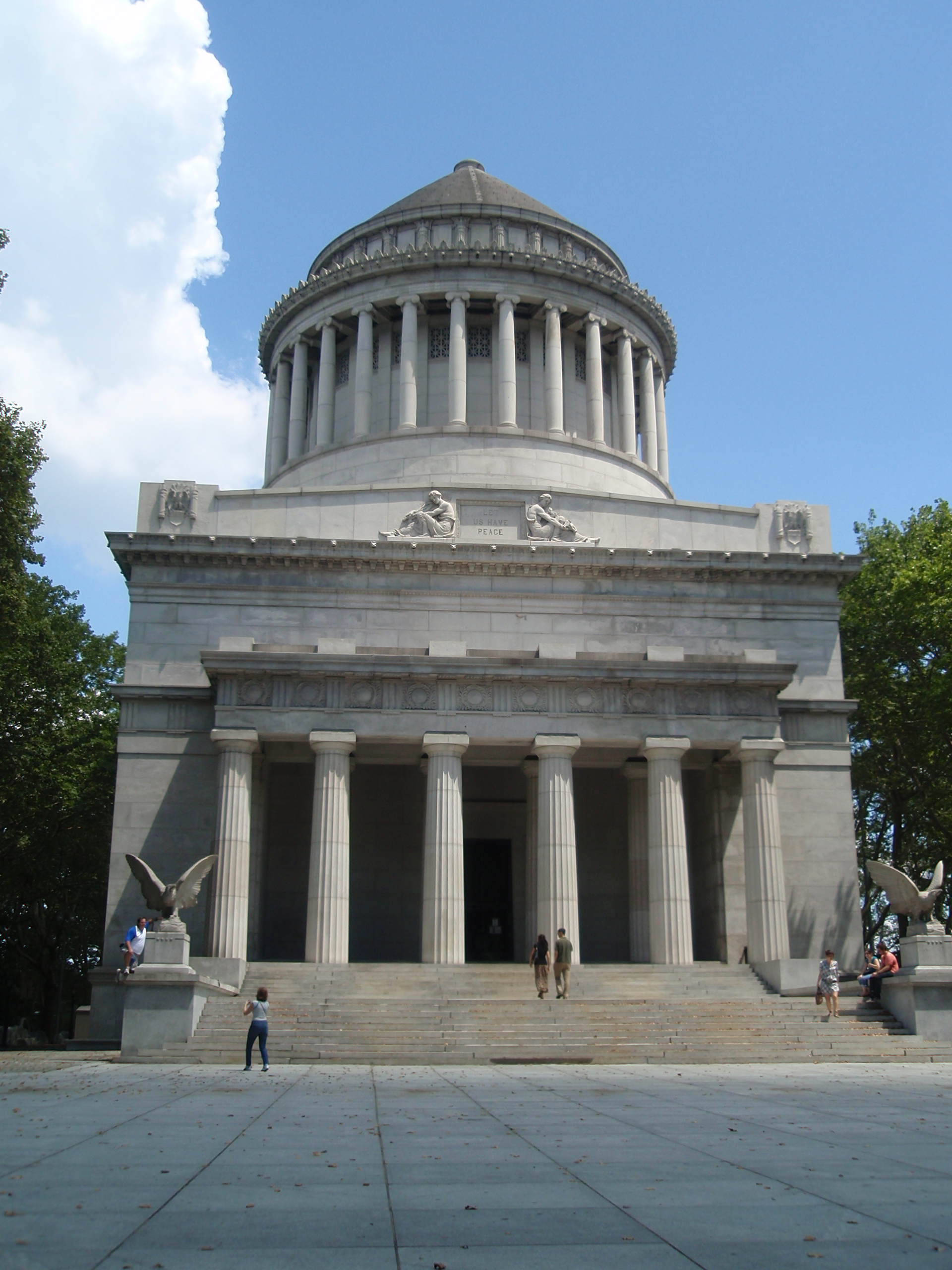
그랜트 장군의 묘

그랜트 장군의 묘(General Grant National Memorial)는 미국 남북 전쟁 때의 활약한 장군이자 대통령인 율리시스 S. 그랜트와 부인 줄리아 그랜트의 묘로, 뉴욕 맨해튼 모닝사이드하이츠에 조성되어 있다. 1897년 당시 시민들이 모금에 참여해 만들었다고 한다. 묘 외에도 남북 전쟁 당시의 전시물과 벽화 등이 있다.